# Dirty Pretty Things (film)
Pour les articles homonymes, voir Dirty Pretty Things.
Pour plus de détails, voir Fiche technique et Distribution.
Dirty Pretty Things (sous-titré Loin de chez eux en France) est un film britannique réalisé par Stephen Frears sorti en 2002.

## Synopsis
Deux immigrés illégaux à Londres, qui travaillent dans un hôtel, découvrent que d'autres clandestins sont acculés à vendre leurs organes pour obtenir des papiers.
Okwe est un immigrant ouest-africain illégal (pays d'origine non nommé initialement) au Royaume-Uni qui conduit un taxi à Londres pendant la journée et travaille à la réception d'un hôtel la nuit. L'hôtel est fréquenté par de nombreux immigrants, légaux et illégaux. Okwe se tient éveillé en mâchant du khat, un stimulant à base de plantes. Médecin dans son pays d'origine, il a été contraint de fuir après avoir été faussement accusé du meurtre de sa femme. À Londres, il est contraint de donner des soins médicaux à d'autres immigrants pauvres, y compris à d'autres chauffeurs de taxi souffrant de maladies vénériennes. L'ami d'Okwe, Guo Yi, employé d'une morgue d’hôpital, lui fournit des antibiotiques sous la table. 
Une prostituée connue sous le nom de Juliette, qui exerce son métier à l'hôtel, informe Okwe que les toilettes sont bouchées dans l'une des chambres de l'hôtel. Il force la porte et trouve un cœur humain. Le directeur de l'hôtel, Juan, dirige une opération illégale à l'hôtel où les immigrants échangent leurs reins contre de faux passeports. Après avoir appris le passé d'Okwe en tant que médecin, Juan le pousse à le seconder lors des opérations en tant que chirurgien, mais Okwe refuse. 
Senay est une musulmane turque demandeuse d'asile, qui travaille également à l'hôtel comme nettoyeuse. Son statut d'immigrée lui permet de rester au Royaume-Uni à condition qu'elle ne travaille pas ; l'hôtel est une couverture parfaite car elle n'est pas inscrite dans ses livres. Elle permet à Okwe de dormir sur son canapé quand elle n'est pas à la maison, car elle est issue d'une culture conservatrice dans laquelle les hommes et les femmes qui ne sont pas mariés ne passent pas la nuit ensemble, seuls, sous le même toit. 
Senay a peur après une visite des services d'immigration et convainc Okwe de partir avant que les autorités ne le retrouvent chez elle. Les fonctionnaires décident d'inspecter l'hôtel avant que Senay n'arrive pour son quart de travail tôt le matin. Okwe demande au portier d'intercepter Senay pour que les fonctionnaires ne l'attrapent pas, mais elle ne peut plus travailler à l'hôtel. Elle commence à travailler dans un atelier de confection de vêtements, mais les fonctionnaires perquisitionnent également ce site. Tout le personnel s'enfuit sur le toit pendant que le gestionnaire se débarrasse des agents d'immigration. Le gérant laissera Senay garder son emploi et promet de ne pas la dénoncer aux autorités uniquement si elle accepte des relations sexuelles orales. Après quelques séances, elle refuse de coopérer et le mord, puis s'enfuit avec un manteau onéreux et des robes. 
Okwe lui trouve un endroit pour se cacher à la morgue de l'hôpital, mais Senay panique. Elle lui demande de collecter des fonds pour qu'elle puisse se rendre en Amérique en vendant les vêtements volés et en travaillant comme chirurgien dans le commerce des organes de Juan. Okwe refuse. 
En désespoir de cause, Senay accepte d'échanger un rein contre un passeport. En échange Juan prend également sa virginité, et plus tard Juliette lui fournit la pilule du lendemain. Après avoir appris le plan de Senay, Okwe dit à Juan qu'il effectuera l'opération pour assurer sa sécurité, mais seulement si Juan leur fournit des passeports sous des noms différents. Juan fournit les passeports. Okwe et Senay droguent Juan et prélèvent chirurgicalement son rein qu'ils vendent au contact de Juan. 
Okwe prévoit d'utiliser sa nouvelle identité pour retourner auprès de sa fille au Nigéria, et Senay prévoit de commencer une nouvelle vie à New York. Avant de se séparer à l’aéroport de Stansted, elle lui donne l'adresse de sa cousine à New York. Ils se murmurent les mots "je t'aime". Senay monte à bord de son avion et Okwe appelle sa fille pour lui dire qu'il rentre enfin à la maison. 

## Fiche technique
- Titre français complet : Dirty Pretty Things - Loin de chez eux
- Titre original : Dirty Pretty Things
- Réalisation : Stephen Frears
- Scénario : Steven Knight
- Musique : Nathan Larson
- Photographie : Chris Menges
- Société de distribution : TFM Distribution (France)
- Pays de production :  Royaume-Uni
- Genre : drame, thriller et néo-noir[1]
- Durée : 97 minutes
- Dates de sortie :
  - Royaume-Uni : 13 décembre 2002
  - États-Unis : 18 juillet 2003
  - France : 3 septembre 2003

## Distribution
- Audrey Tautou : Senay Gelik
- Chiwetel Ejiofor : Okwe / Olatokumbo Fadipe
- Sophie Okonedo : Juliette
- Sergi López : Sneaky / Juan
- Benedict Wong : l'ami chinois
- Jean-Philippe Écoffey : Jean-Luc, le maître d'hôtel
- Damon Younger : Punter
- Paul Bhattacharjee : Mohammed
- Darrell D'Silva : agent d'immigration
- Sotigui Kouyaté : Shinti
- Abi Gouhad : fils de Shinti
- Zlatko Burićc : Ivan

## Distinctions
- Prix Edgar-Allan-Poe du meilleur scénario
- British Independent Film Awards - Meilleur film